# Astralna projekcija
Astralna projekcija ili astralno putovanje je sposobnost voljnog odvajanja astralnog od fizičkog tijela za vrijeme sna ili stanja transa, a usko je povezana s fenomenom izvantjelesnog iskustva. Prema vjerovanju, tijekom astralnog putovanja zadržava se povezanost između astralnog i fizičkog tijela s time da su više kognitivne funkcije i svijest pretočene u astralno tijelo. Spona između fizičkog i astralnog tijela poznata je kao "srebrno uže". Postoji niz svjedočanstava o ovom fenomenu u popularnoj psihološkoj literaturi, ali i u parapsihološkoj literaturi. Ne postoje znanstveni dokazi o bilo kakvoj mjerljivoj manifestaciji duše ili svijesti koja bi bila odvojena od neurološke aktivnosti te napustila tijelo i samostalno promatrala. Pokušaji da se potvrdi istinitost takvih događaja konstantno su podbacivali unatoč različitim pseudoznanstvenim tvrdnjama suprotnim dostupnim dokazima.
U prošlosti ova je pojava bila vezana i uz neke kršćanske svece, poput Antuna Padovanskog (1195. – 1231.), tako da Crkva priznaje ovu pojavu, dajući joj ime bilokacija.